# 昭和町 (横浜市)
昭和町（しょうわまち）は、神奈川県横浜市金沢区の町名。住居表示は未実施で、丁目は設けられていない。面積は0.288km2で、2005年の国勢調査では人口29名とあるが、2025年2月末現在の住民基本台帳・外国人登録原票によると人口は0人である。

## 地理・歴史
金沢区北東部に位置し、北東側は根岸湾に面する。中央やや海寄りを国道357号と首都高速湾岸線、金沢シーサイドラインが北西～南東に通過する。南東は北台川を挟み国道より海側は鳥浜町、内陸側は富岡東二丁目に接する。南西は富岡東一丁目、北西は杉田川を挟み磯子区杉田五丁目に接する。全域が埋立地であるが、埋立時期は国道を挟んで異なる。
現在の国道より内陸側（東端の一角を除く）は東京市豊多摩郡大久保町の若林清ら10名により、1922年（大正11年）5月5日に神奈川県知事に対し、久良岐郡金沢村大字富岡字青砥地先の海面59,748坪（道路敷9,184坪、住宅地50,564坪）を埋め立てる出願がなされた。同年11月28日に埋立免許を得て、1923年4月20日に工事に着手した。しかし、9月1日に発生した関東大震災により計画変更を余儀なくされた。若林は1925年に死去し、相続人が埋立権を継承すると、若林の相続人以外の9名は脱退し、代わって三重県の男性Sが加わった。1926年6月24日、土地利用変更や道路設計変更の申請を行う。1927年（昭和2年）8月23日には工区を6つに分割し、竣工期限を最長で1928年11月25日まで延長する変更申請を行った。第1工区11,176坪は1927年8月24日に竣工認可申請。同年10月12日に竣工認可を得て、11月25日に久良岐郡金沢町に編入。「昭和町」の字名が付けられた。町名は、昭和初期に開発されたことから名付けられた。その後第2工区11,039坪と第3工区10,861坪は1928年3月30日、第4工区10,075坪は1928年10月31日に竣工認可を得たが、第4工区竣工認可に際し、1928年1月に別の事業者に対して埋立免許を与えた杉田地先の埋立地の道路との整合を図るため、既存の第1～3工区の道路設計を変更する条件が付けられた。この道路が未整備であったため第5工区の竣工認可は得られずにいた。1929年、Sは同じ三重県のIに埋立権を譲渡する旨を神奈川県知事に申請したが、申請はなかなか認められなかった。1930年5月にSから知事に対して提出した陳情により、本件譲渡を認め、県はIとともに問題解決にあたることとなる。杉田地先の埋立は1931年に未着工のまま失効し、第5工区12,601坪は1934年12月22日にようやく竣工認可が下りた。第6工区3,993坪は未着工のまま失効した。
現在の国道より海側および内陸側のうち東端の一角は、1963年より「根岸湾ハ地区」として埋め立てられ、1971年に竣工。同年4月23日に杉田川と北台川の間、およびその内陸側の富岡町字昭和町（前述の昭和初期の埋立地）に金沢区昭和町を新設。北台川の東側には同日に金沢区鳥浜町が新設され、杉田川より北は磯子区杉田町に編入された。

## 事業所
2021年（令和3年）現在の経済センサス調査による事業所数と従業員数は以下の通りである。
| 町丁   | 事業所数 | 従業員数 |
| ------ | -------- | -------- |
| 昭和町 | 15事業所 | 1,097人  |

### 事業者数の変遷
経済センサスによる事業所数の推移。
| 年                 | 事業者数 |
| ------------------ | -------- |
| 2016年（平成28年） | 21       |
| 2021年（令和3年）  | 15       |

### 従業員数の変遷
経済センサスによる従業員数の推移。
| 年                 | 従業員数 |
| ------------------ | -------- |
| 2016年（平成28年） | 2,474    |
| 2021年（令和3年）  | 1,097    |

## 進出企業等
1934年（昭和9年）10月に日本飛行機の工場が開設され、現在は国道の海側の鳥浜町寄りに本社、内陸側に航空宇宙機器事業部を置く。1951年3月に神奈川県工業試験所が開設されたが、1995年4月に海老名市に新設された神奈川県産業技術総合研究所に統合。跡地には海洋科学技術センターにより2002年にスーパーコンピュータ施設「地球シミュレータ」が完成した。KATO_HICOM（旧 IHI建機）も本社を置いているが、IHIから加藤製作所への事業譲渡に伴い、今後の閉鎖が決定している。国道の海側杉田寄りには、菱食の冷蔵倉庫「横浜シーサイド物流センター」がある。

## その他

### 日本郵便
- 郵便番号 : 236-0001[3]（集配局：横浜金沢郵便局[14]）

### 警察
町内の警察の管轄区域は以下の通りである。
| 番・番地等 | 警察署     | 交番・駐在所 |
| ---------- | ---------- | ------------ |
| 全域       | 金沢警察署 | 並木交番     |